# Неджла Келек
Неджла Келек (тур. Necla Kelek, 31 грудня 1957, Стамбул) — німецька соціологиня і публіцистка турецького походження.

## Біографія
З родини адигів, які є в Туреччині етнічної меншиною. Коли 1968 року вся сім'я переїхала в Німеччину, Неджле було 11 років. Вона віддалилася від консервативної родини. Готувалася стати інженеркою, потім вивчала економіку і соціологію в Гамбурзі. Працювала в туристичному бюро в Гамбурзі та в інженерній фірмі у Вісбадені. Вивчала процеси імміграції та адаптації турків у Німеччині, формування ними т. зв. паралельного суспільства (нім. Parallelgesellschaft). 2001 року захистила в Грайфсвальдському університеті докторську дисертацію про процеси дорослішання ісламських жінок, значення релігійності в родинному та суспільному житті школярок турецького походження, випустила написану на її основі книгу «Іслам у повсякденному житті» (2002).

## Наукова та громадська діяльність
Надалі еволюціювала в бік активного антиісламізму. Стверджує несумісність ісламських та західних цінностей, що викликає критику з боку низки ісламських організацій. Входила до науково-консультативної ради Фонду Джордано Бруно, який відстоює цінності терпимості і критично налаштований щодо радикального ісламізму. Дотримується феміністичних поглядів. Друкується в широкій пресі (Die Zeit, Frankfurter Allgemeine Zeitung, Die Tageszeitung, Die Welt), гостро, а часом і різко полемізує, привертаючи увагу публіки, Так великим шумом супроводжувалася викликана нею 2006 року дискусія щодо проблеми насильства, репресивного ставлення до жінок у турецьких родинах тощо, полеміка навколо побудови мечеті в Кельні 2007 року, виступи 2012 року з приводу ритуального обрізання хлопчиків у сім'ях, які сповідують іслам, тощо. Опоненти, серед яких — деякі фахівці з соціології та демографії, які вивчають міграційні процеси, дорікають Келек за ангажованість, необ'єктивне використання соціологічних даних, відхід від наукової строгості і неупередженості. Попри це, Келек, як і раніше, залишається в центрі принципових, важливих для Німеччини і Європи громадських дискусій останнього десятиліття, її діяльність знаходить визнання. Книги і статті Келек перекладено багатьма мовами, зокрема японською.

## Книги
- 2002: Іслам у повсякденному житті/ Islam im Alltag. Islamische Religiosität und ihre Bedeutung in der Lebenswelt von Schülerinnen und Schülern türkischer Herkunft. Waxmann, Münster
- 2005: Імпортована наречена/ Die fremde Braut. Ein Bericht aus dem Inneren des türkischen Lebens in Deutschland. Kiepenheuer & Witsch, Köln
- 2006: Кинуті сини/ Die verlorenen Söhne. Plädoyer für die Befreiung des türkisch-muslimischen Mannes. Kiepenheuer & Witsch, Köln
- 2008: Гірко-солодка батьківщина/ Bittersüße Heimat. Bericht aus dem Inneren der Türkei. Kiepenheuer & Witsch, Köln
- 2010: Подорож до раю/ Himmelsreise. Mein Streit mit den Wächtern des Islam. Kiepenheuer & Witsch, Köln
- 2012: Хаос культур/ Chaos der Kulturen: Die Debatte um Islam und Integration. Kiepenheuer & Witsch, Köln

## Визнання
- Премія Ганса і Софі Шолль (2005)
- Міжнародна премія Коріна[en] (2006)
- Звання Меркатор-професора університету Дуйсбург-Ессен (2006)
- Премія Жінки Європи[de] (2008)
- Премія Гільдеґарди Бінгенської за публіцистику (2009)
- Премія Фонду Фрідріха Наумана за Свободу (2010)